# Аяган, Буркитбай Гелманович
Буркитбай Гелманович Аяган (каз. Бүркітбай Ғелманұлы Аяған; род. 20 ноября 1954, Актас, Северо-Казахстанская область) — советский и казахстанский историк и политолог, доктор исторических наук (1996), профессор, директор Института истории государства Комитета науки Минобрнауки Казахстана. Главный редактор 5—10 томов издания «Казахстан. Национальная энциклопедия» и его русской версии.

## Биография
Буркитбай Аяган родился 20 ноября 1954 года в селе Актас Есильского района Северо-Казахстанской области. В 1979 году окончил исторический факультет АГУ им. Абая. В 1979—1990 годах преподаватель, доцент КазПИ (АГУ). С 1990—1996 годах консультант пресс-службы, заведующий сектором, заместитель заведующего отделом внутренней политики Администрации Президента и Кабинета Министров Республики Казахстан. В 1996—1998 директор Центра внешних связей Казахского юридического университета, начальник Алматинского городского управления информации. В 2003—2009 годах президент ЗАО «Қазақ энциклопедиясы». С 2008 года — директор Института истории государства Комитета науки Министерства образования и науки Республики Казахстан.
Подготовил учебники по казахской истории, социологии и политологии для средних школ и высших учебных заведений. Автор монографий: «Государство Казахстан: эволюция общественных систем» (1993), «Апогей и закат советского социализма», «Материалы Октябрьской революции и гражданской войны в Гуверовском архиве США (1917)» и других. Под его руководством было издано энциклопедическое издание «Казахстан. Национальная энциклопедия». Аяган предложил ряд новейших методологических концепций в освещении истории цивилизации кочевников Евразии, Золотой Орды; процесса установления, укрепления и распада Советской власти в Казахстане, вынужденной эмиграции казахов за рубеж. Специалист в области современной истории Казахстана: политические трансформации, эволюция социальной структуры общества, деятельность политических партий и движений, изменения в демографической структуре населения. Участвовал в научных симпозиумах в Японии, США, Турции, России, Германии и Малайзии.

## Награды
Медали «10 лет независимости Республики Казахстан», «За трудовое отличие», «20 лет независимости Республики Казахстан», почётные знаки «Баспа және полиграфия ісінің қайраткері», «Мәдениет қайраткері», золотая медаль «Бірлік» Ассамблеи народа Казахстана.

## Критика
Казахстанский историк И. В. Ерофеева пишет, что во втором томе четырехтомной «Иллюстрированной истории Казахстана», выпущенной под руководством Аягана, «полёт исторической фантазии авторов настолько превзошёл мифологические пассажи их предшественников»: там описывается, что Йохан Густав Ренат якобы был отправлен Петром I к ойратам, чтобы научить их изготовлению вооружения и натравить их на казахов.
Казахстанский историк К. З. Ускенбай и финляндский историк Роман Хаутала пишут, что книга Аягана «История Улуг Улуса — Золотой Орды» «изобилует грубыми ошибками, искажает исторические факты», и приводят 43 ошибки из этой книги; например, при описании битвы при Легнице 1241 года Аяган утверждает, что монголами «удачно использовались огнемёты и пушки». Также Ускенбай и Хаутала считают, что «по всей книге проскальзывает антирусская антисоветская позиция автора».
Казахстанский историк Н. А. Атыгаев пишет, что книга Аягана «Рассветы и сумерки казахской степи» представляет собой «компилятивный труд, состоящий из выдержек из ранее опубликованных работ казахстанских и зарубежных исследователей», в дополнение к которым Аяган «не может сделать собственных обобщающих выводов». Атыгаев отмечает множество ошибок: например, Аяган пишет «казахов вытесняют из причерноморских и предкавказских степей», как будто они там жили.

## Сочинения
- История Казахстана. Учебник для средних школ (на каз., рус., уйг. яз.) А., 1993;
- Қазақстан тарихы. А., 1993;
- Социология негіздері. А., 1993.
- История Улуг Улуса — Золотой Орды. Курс лекций. — Алматы: Литера-М, 2020. — 224 с.
- Рассветы и сумерки казахской степи. — Алматы: Литера-М, 2014. — 264 с.